# Lamprolabus spiculatus
Lamprolabus spiculatus es una especie de coleóptero de la familia Attelabidae.

## Distribución geográfica
Habita en China, Camboya, India, Laos,  Birmania, Tailandia y Vietnam.